# Nothofagus womersleyi
Nothofagus womersleyi Steenis – gatunek rośliny z rodziny bukanowatych (Nothofagaceae). Występuje naturalnie na Nowej Gwinei. 

## Morfologia
PokrójZimozielone drzewo dorastające do 30–40 m wysokości.
OwoceOrzechy osadzone po jednym w kupulach, dorastają do 10 mm długości. Kupule powstają ze zrośnięcia dwóch liści przykwiatowych.
Gatunki podobneRoślina jest podobna do gatunku N. flaviramea, ale różni się owocami. Same drzewa osiągają również różną wysokość.

## Biologia i ekologia
Rośnie w lasach zrzucających liście. Występuje na wysokości około 1200 m n.p.m.

## Ochrona
W Czerwonej księdze gatunków zagrożonych został zaliczony do kategorii EN – gatunków zagrożonych wyginięciem.